# Whispering Pines
Whispering Pines es una villa ubicada en el condado de Moore en el estado estadounidense de Carolina del Norte. La localidad en el año 2000, tenía una población de 2090 habitantes en una superficie de 9.5 km², con una densidad poblacional de 266.4 personas por km².

## Geografía
Whispering Pines se encuentra ubicada en las coordenadas 35°15′20″N 79°22′15″O / 35.25556, -79.37083. Según la Oficina del Censo, la localidad tiene un área total de 9,5 km² (3,7 mi²), de la cual 7,8 km² (3 mi²) es tierra y 1,7 km² (0,7 mi²) (17.44%) es agua.

### Localidades adyacentes
El siguiente diagrama muestra a las localidades en un radio de 12 kilómetros (7,5 mi) de Whispering Pines.

## Demografía
En el 2000 la renta per cápita promedia del hogar era de $60.035, y el ingreso promedio para una familia era de $66.587. El ingreso per cápita para la localidad era de $33.086. En 2000 los hombres tenían un ingreso per cápita de $48.906 contra $33.750 para las mujeres. Alrededor del 1.20% de la población estaba bajo el umbral de pobreza nacional.